# Minolta
Minolta var en japansk kameratillverkare som senare gick samman med Konica under namnet Konica Minolta. Minolta hade flera välkända kameramodeller i sitt modellprogram, bland annat Minolta 7000 från mitten av 1980-talet, vilken var den första systemkameran med autofokus som inte bara var förbehållen proffsen utan även riktade sig till avancerade hobbyfotografer.
Minoltas kameratillverkning togs över av Sony. Numera tillverkar Sony systemkameror som har samma objektivfattning som Minolta, vilket gör att man kan använda Minolta-objektiv på Sonys kameror. Observera att detta bara gäller autofokusobjektiv: Minoltas gamla manuellt fokuserade MD/MC-objektiv kan inte användas vare sig på Minoltas eller Sonys autofokus-modeller utan hjälp av en optisk adapter som riskerar att försämra bildkvalitén.

## Några olika kameramodeller

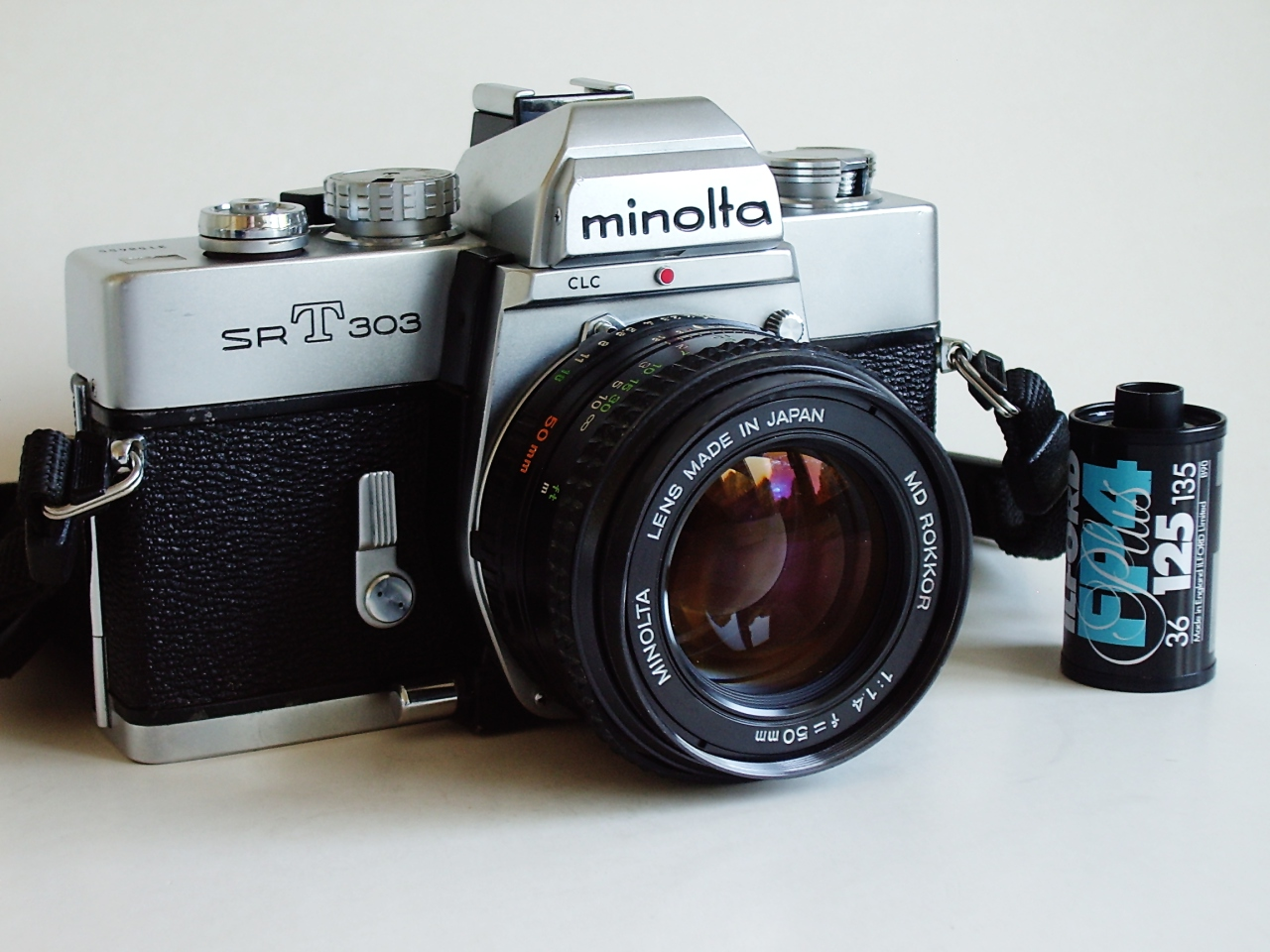
Minolta SRT303; Utvecklad modell av en tidig serie analoga spegelreflexkameror: SRT101, SRT100x etc.
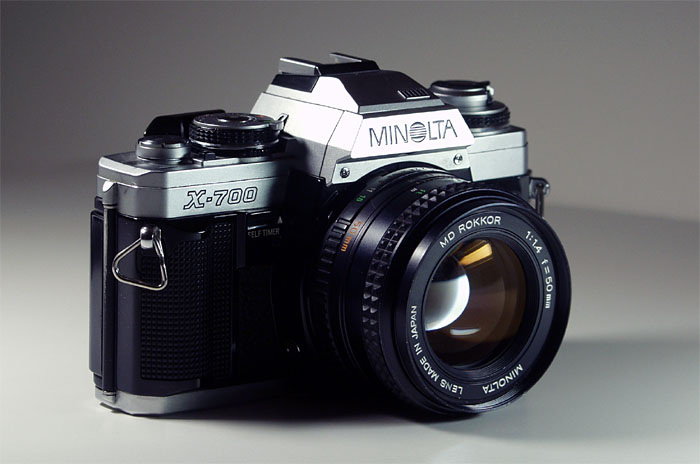
Minolta X700
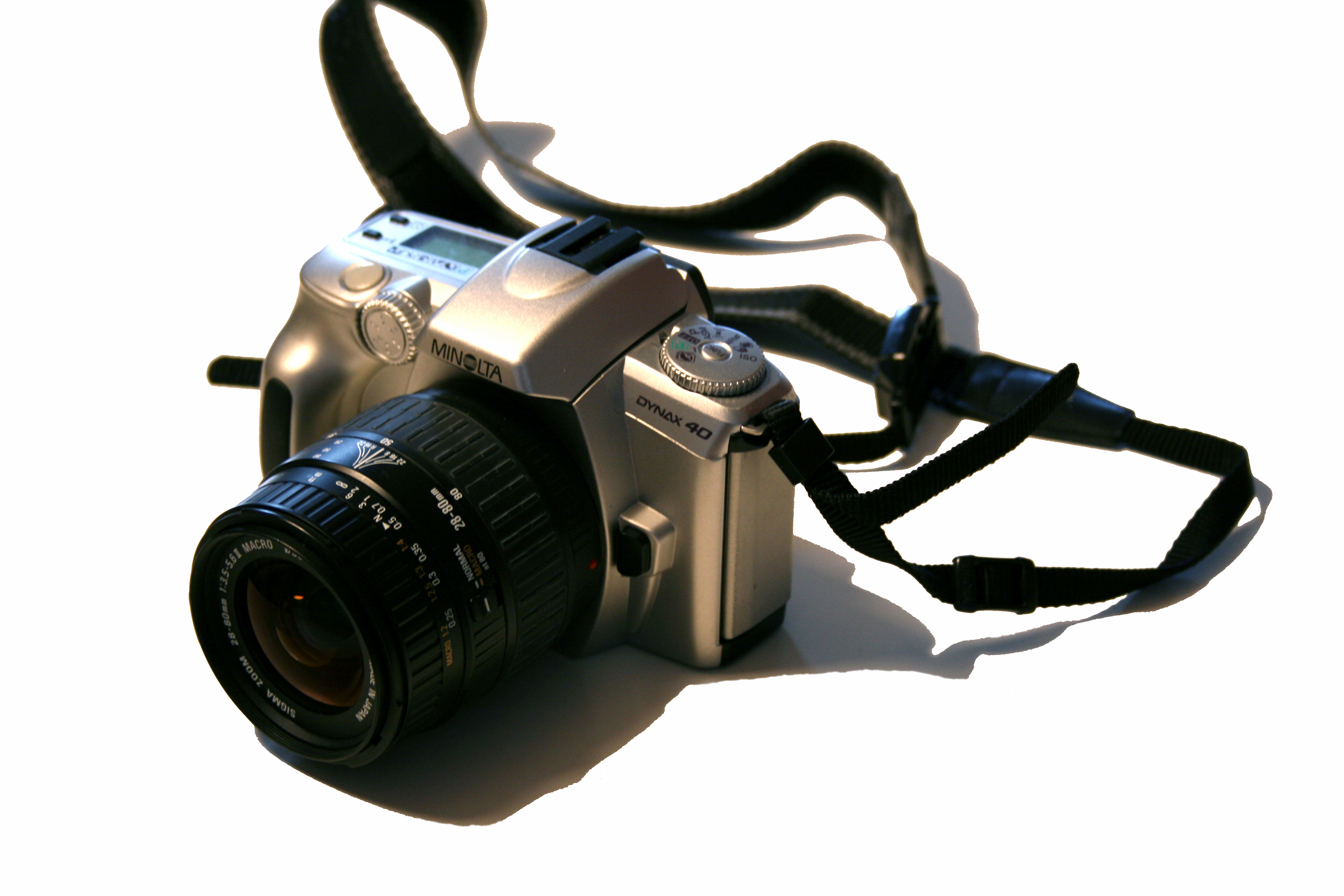
Minolta Dynax 40
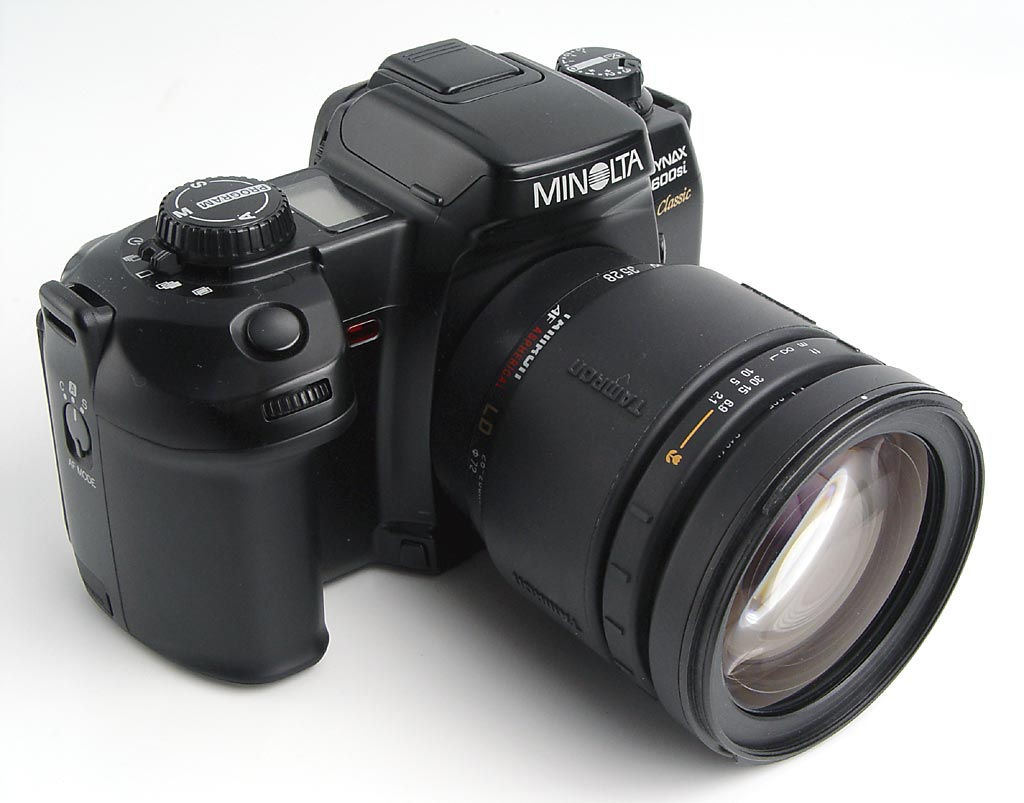
Minolta Dynax 600si Classic
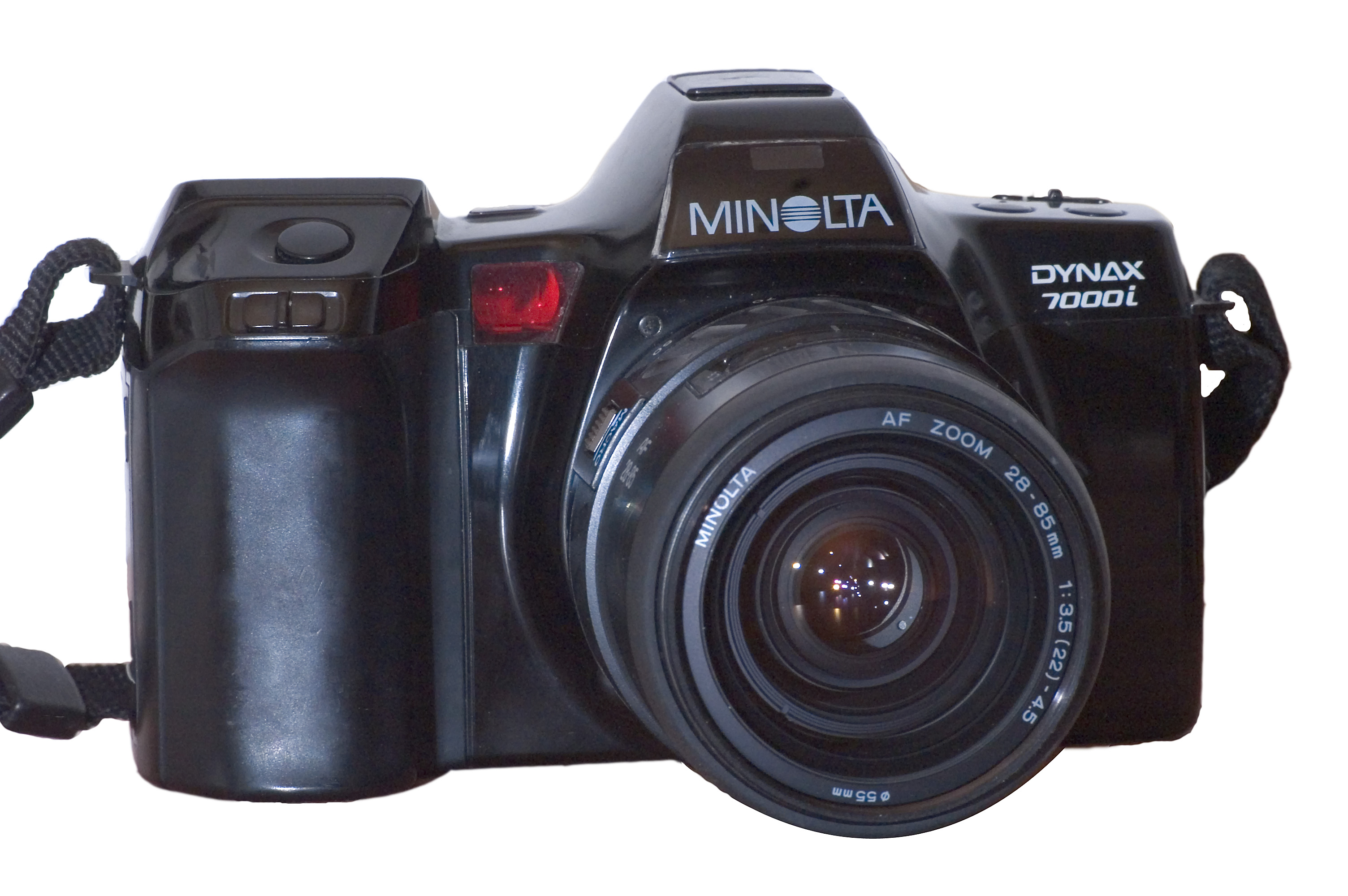
Minolta Dynax 7000i
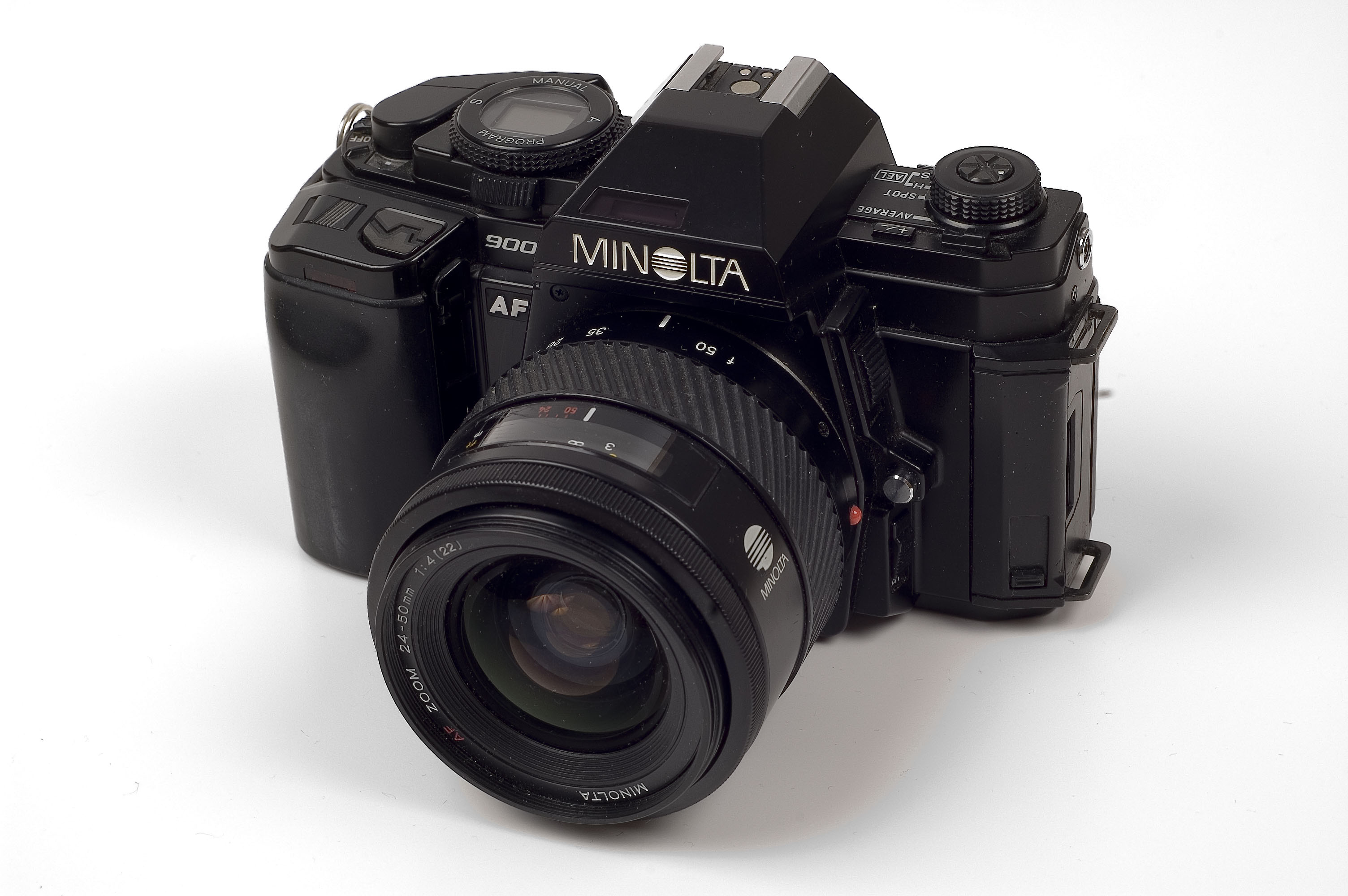
Minolta 9000
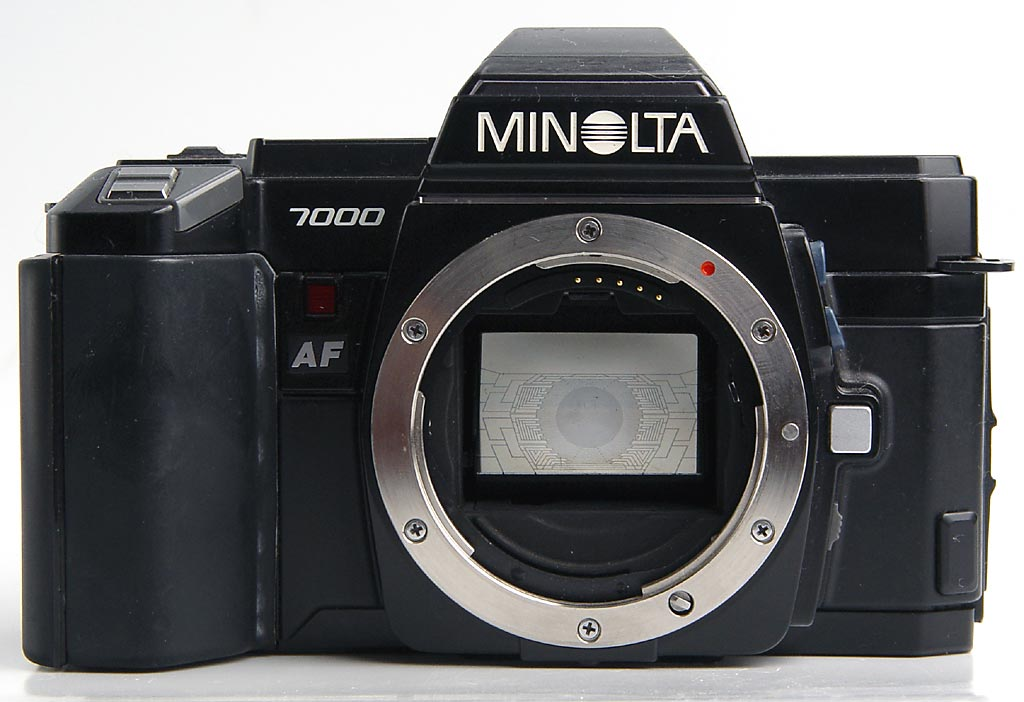
Minolta 7000
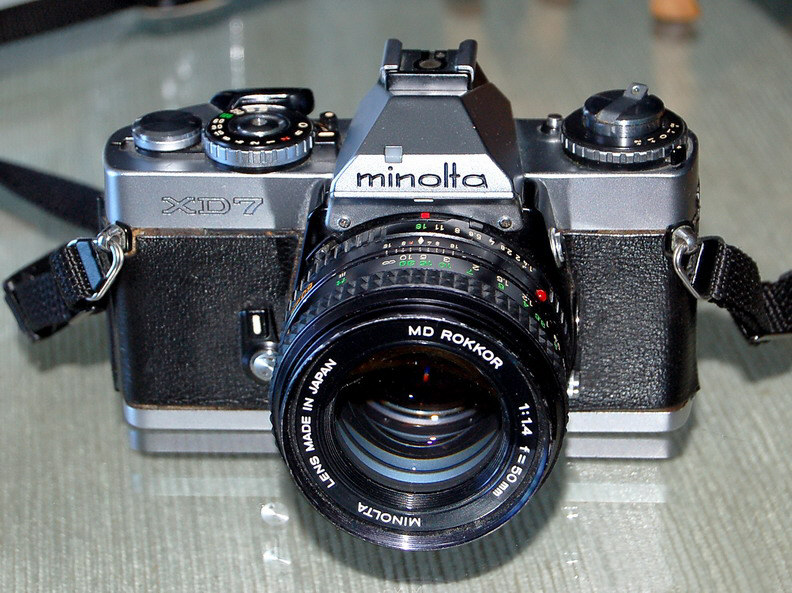
Minolta XD7